# Координаційний штаб волонтерів Дніпра
Координаційний штаб волонтерів Дніпра або КШВД — благодійна організація громадян міста та області, створена через 4 години після широкомасштабного вторгнення Росії в Україну 24 лютого 2022 року за ініціативи громадської організації TAPS-Ukraine, яка була заснована в 2018 році (частина міжнародної організації TAPS International), що підтримує родини, які пережили втрату під час військових операцій у світі рідних людей. КШВД працює у всіх районах Дніпра.
Ключові напрямки роботи КШВД: військове та медичне забезпечення ЗСУ, ТРО, НГУ, СБУ та Національній поліції, а також — допомога переселенцям та психологічна підтримка родин загиблих Героїв.
КШВД здобув широке висвітлення своєї діяльності у міжнародних ЗМІ, зокрема France 24, Al Jazzera, BBC, Sky News та El Pais.

## Історія
Організацію заснували волонтери, що працювали ще з 2013—014 року. Також у перші дні до Штабу долучилися представники різних департаментів з Дніпровської міської Ради та Дніпропетровської обласної ради та ще кілька десятків ветеранів та волонтерів, які були причетні до забезпечення десятків підрозділів на Сході України з 2014 року (93, 40, Дніпро-1, Азов, Айдар, Донбас, УДА, ДУК-ПС та інші).
Перша допомога від КШВД з 22 лютого була надана 128 ТРО, 108 ТРО, УДА, 93, 74, а також в/ч 3036 та 3018.
За словами Юлії Дмитрової, керівниці Штабу, Дніпро так і залишилося форпостом Центральної України, адже знаходиться на перетині кількох фронтів (Схід та Південь) з 2014 року, але тільки тепер ці масштаби помножені на 100.
Щодня на склади КШВД приходить близько 100 тонн допомоги.
За перші дні війни до КШВД приїхали тисячі людей, які привозили все необхідне для того, щоб почати процес забезпечення гуманітарною допомогою підрозділи — продукти харчування, медикаменти, засоби гігієни, речі, військова амуніція, засоби індивідуального захисту, а також — допомогу для поселення та забезпечення необхідним евакуйованих осіб (ТПО).
Першим пунктом КШВД стала будівля ІА «Медіапростір» (парк Ракет), але через загрозу бомбардувань та терактів з боку Росії, а також зростаючу кількість волонтерів, було прийняте рішення — переїхати до будівлі «Дніпроцивільпроект», біля Нового мосту.
Вже за кілька днів КШВД розділився на кілька стратегічних напрямків із забезпечення життєдіяльності військових та тимчасово переміщених з гарячих точок в Дніпро та область осіб.

## Структура
Відділи КШВД станом на квітень 2022:
- відділ харчування (сотні кафе та ресторанів, їдалень та приватних осіб почали готувати з першого дня вторгнення для військових, ТРО та інших підрозділів ЗСУ, Нацгвардії, СБУ та поліції.
- відділ з забезпечення військовою амуніцією та обладнанням, спільно з ВЦА та Міністерством у справах ветеранів
- сектор медичної взаємодії (пошук медикаментів та обладнання, реанімобілів та ін)
- відділ евакуації з гарячих точок (з усіх областей, крім окупованих)
- центр матері та дитини на Залізничному вокзалі
- центр гуманітарної допомоги ТПО (Будинок мистецтв та культури)
- гуманітарний склад (куди приїжджають багатотонні фури з усього світу з гуманітарною допомогою)
- медіа-відділ, який поєднав SMM -команду, яка тримає у тонусі всі соціальні мережі та сайт, а також відеопродакшн/волонтерське ТБ, яке висвітлює історії волонтерів та їх роботу з забезпечення військових та переселенців.

За кілька тижнів КШВД виріс до п'яти філій, а загальна кількість волонтерів нараховує майже 3000 осіб.

## Діяльність
З 24 лютого 2022 року КШВД забезпечує понад 5000 військових в гарячих точках Сходу, Півдня та в Центральній частині України.
Серед засобів для військових — тепловізори, прилади нічного бачення, безпілотники, автівки, бронежилети, каски (у співробітництві з ВЦА).
Близька 20 країн світу (Європа та США) допомагають КШВД з забезпеченням продуктами та одягом, а також медикаментами. Деякі країни також допомагають з відправленням матраців, обладнання та ліжок для лікарень в Дніпрі та інших областях, де відбуваються бойові дії.